# Zavetišče za divje živali Cockscomb
Zavetišče za divje živali Cockscomb je naravni rezervat v okrožju Stann Creek v južnem osrednjem Belizeju. Ustanovljen je bil za zaščito gozdov, favne in povodij na območju približno 400 kvadratnih kilometrov vzhodnih pobočij gorovja Maja.
Rezervat je bil ustanovljen leta 1986 kot prvo zavarovano območje za zaščito jaguarja (Panthera onca). Velja za prvo mesto za ohranitev jaguarjev na svetu.
Ime 'Cockscomb' izhaja iz videza gorskega grebena Cockscomb, ki spominja na petelinji glavnik, ki je na severnem robu rezervata in je dobro viden z obalne nižine Karibskega morja. Stari Maji so se v kotlini Cockscomb naselili že leta 10.000 pred našim štetjem. Vendar pa je prvo sodobno raziskovanje bazena v zabeleženi zgodovini potekalo šele leta 1888.

## Geografija
Zavetišče za divje živali Cockscomb dejansko sestavljata dve sosednji geografski kotlini. Zahodno kotlino odmaka krak Swasey, ki je eden glavnih pritokov reke Monkey. Vzhodna kotlina je sestavljena iz zgornjega povodja South Stann Creeka. Zahodna kotlina, ki je težje dostopna zaradi oddaljenosti od poti in večje gostote gozdov, je do zdaj še vedno razmeroma neraziskana s stališča kartiranja vrst, majevskih ruševin in drugih okoljskih podrobnosti.
Rezervat je na splošno v obliki romba, obsega dimenzijo vzhod-zahod približno 36 km in dimenzijo sever-jug približno 14 km. Skrajne višine so 50 m nad morsko gladino v spodnjem toku South Stann Creeka do 1160 m na vrhu Viktorijinega vrha.
Zahodno kotlino omejuje greben gorovja Maja na zahodu, gorovje Cockscomb na severu, izrazit prečni greben gorovja Maja na jugu (približno nadmorske višine 1000 m) in nizko ležeče severno – južni greben na vzhodu, ki ločuje zahodno in vzhodno kotlino. Krak Swasey izstopa skozi južno prečno verigo skozi 300 m globoko sotesko. Vzhodno kotlino na severu omejuje tudi istoimenski greben Cockscomb, na zahodu nizko ležeči greben sever-jug, ki ločuje obe kotlini, na vzhodu greben Cabbage Haul in na jugu greben Stann Creek. South Stann Creek izteka iz vzhodnega bazena na jugu v vijugajočem rahlem gradientu, po katerem so britanski raziskovalci v 1880-ih zlahka krmarili.
Območje je sestavljeno iz dveh ločenih sosednjih porečij in je dostopno prek nizkointenzivnega sistema poti za sprejem obiskovalcev in raziskovanje okoljskih znanstvenikov.

## Naravna zgodovina
Gorovje in vznožje Majev so med najstarejšimi površinskimi kamninami Srednje Amerike; ti paleozojski sedimenti so bili dvignjeni pred približno 200 milijoni let v poznejšem delu (pensilvanskem) karbonskega obdobja in zgodnjega permskega obdobja. Glavne dvignjene kamnite formacije v svetišču so kvarcit in peščenjak.

### Flora
Glavne rastlinske združbe in habitati so belizejski borovi gozdovi, pritlikavi gozd, vlažni gozdovi Petén–Veracruz, gozdovi v zaščitenih dolinah in goščave na poplavnih nižinah.
Glavni tip gozda je tropski vlažen širokolistni gozd, ki pokriva zmerna do strma pobočja in v nekaterih primerih zaščitene gorske doline. Medtem ko je velik del tega gozda sekundarnega zaradi majevskega kmetovanja in sodobne sečnje, nekateri strmejši odseki kažejo značilnosti primarnega gozda. Prevladujoča drevesa v tej vrsti gozda so mahagonij (Swietenia macrophylla) in cedra (Cedrela odorata), ki sta bili cenjeni in zato močno posekani od zgodnjih 1900-ih do konca 20. stoletja.

### Voda
Hitro tekoči bistri gorski potoki tečejo v dolinska dna obeh kotlin in zagotavljajo bolj motno kakovost vode, zlasti v obdobjih največjega deževja. To mesto je po vsem svetu znano kot glavni habitat jaguarja (Panthera onca), ki ga najpogosteje najdemo v prostrani skoraj neraziskani divjini Zahodnega bazena.
Gozdna območja obrežnih območij so na splošno značilna za bujne širokolistne deževne gozdove, ki se vdirajo v obrobja hitro tekočih strmih gorskih potokov, pa tudi v počasne vijugaste dolinske drenaže. Posebej zanimive so vegetacijske skupine ob kamnitih gorskih potokih, ki imajo pogoste brzice, slapove in globoke tolmune. Zaradi gostote vegetacije in pogostih padavin so gozdna tla pogosto videti sveža in zelena tudi po več dneh brez dežja.

## Zgodovina

### Maji
V velikem delu vznožja vzhodnih pobočij v južnem Belizeju so dokazi o bivanju Majev že od vsaj 10.000 pr. n. št. Ruševine Pearce so bile prvo mesto Majev, ki je bilo katalogizirano v arhivih sodobne zgodovine v poročilu Britanskemu muzeju leta 1931; vendar so ruševine ponovno opazili šele leta 1995 z raziskavami Dunham. Ta pozni datum sta bili dokumentirani še dve majevski najdišči: Hun' Tul Mo' (en ara) in Xa'a Yul Ha' (številne reke).

### 19. stoletje
Prva sodobna raziskovanja, ki so vodila do zabeleženih značilnosti kotline Cockscomb, so izvedli Britanci v ekspedicijah leta 1888 in 1889. Te pustolovščine so se začele z rečnimi ekskurzijami navzgor po South Stann Creeku in privedle do tega, kar so ti raziskovalci mislili, da je Victoria Peak, najvišja točka Belizeja; pravzaprav so kasnejše rekonstrukcije pokazale, da je bila montaža bližnjega vrha Victorie pomanjšana.

### 20. stoletje
Nadaljnje raziskovanje kotline Cockscomb se je začelo šele leta 1927, ko so bile sprožene nadaljnje britanske odprave za oceno zalog lesa; nato se je do leta 1984 začela sečnja, predvsem s pridobivanjem cedre (Cedrela odorata) in mahagonija (Swietenia macrophylla). Približno v istem času, ko je bilo izkoriščanje teh virov tako rekoč končano, se je začela vsenacionalna raziskava o jaguarju. Ta znanstvena raziskava, ki jo je vodil Alan Rabinowitz, prejemnik doktorata na Univerzi v Tennesseeju, je ugotovila, da je kotlina Cockscomb še posebej pomemben habitat za jaguarja, ne le v Belizeju, ampak z vidika Srednje Amerike.
Leta 1986 sta Rabinowitz in Archie Carr III. prepričala vlado Belizeja, da je v delu kotline Cockscomb vzpostavila območje prepovedi lova za jaguarje. Do leta 1990 je vlada Belizeja po nadaljnjem prepričevanju znatno razširila zavetišče, leta 1995 pa je bilo dodanih še 160 km², da se gospodarstvo poveže z naravnim rezervatom Bladen Branch.
Leta 1988 je IUCN zavetišče za divje živali Cockscomb razglasila za »glavni dosežek pri ohranjanju mačk v triletju«. Tistega leta je princ Filip kot predsednik Svetovnega sklada za naravo – WWF odlikoval Ignacia Popa za njegovo delo pri spodbujanju ustanovitve rezervata. Leta 1998 je bilo ustanovljeno območje nacionalnega spomenika Victoria Peak, ki zajema 19,59 km² zaščitenega zemljišča.